# Bukowiec (powiat nowotomyski)
Bukowiec (niem. Buchenhain) – wieś w Polsce położona w województwie wielkopolskim, w powiecie nowotomyskim, w gminie Nowy Tomyśl.
W Bukowcu znajduje się szkoła podstawowa oraz przedszkole. Wokół wsi znajdują się lasy, gospodarstwa agroturystyczne.

## Historia wsi
Pierwsze wzmianki o Bukowcu pochodzą z roku 1409. Przez długie lata był częścią dóbr opalenickich, a następnie grodziskich, których właścicielami od XV do XVIII w. byli Opalińscy. W 1563 r. wieś obejmowała 7 i 3/4 łana, do sołtysa należały 2 łany.
W XVI w. tymczasowo w dokumentach występuje dla odróżnienia od innych wsi nazwa Bukowiec Mały, ale nie przyjęła się ona na stałe. W XIX w. wieś miała 87 domów i 700 mieszkańców, a tutejszy majątek razem z folwarkami Julianka i Huta Szklana obejmował 13529 mórg ziemi. Po Opalińskich właścicielami Bukowca byli Beymowie. Istnieją wzmianki, że w XIX w. majątek przeszedł na własność niemieckiej rodziny Heyderów.

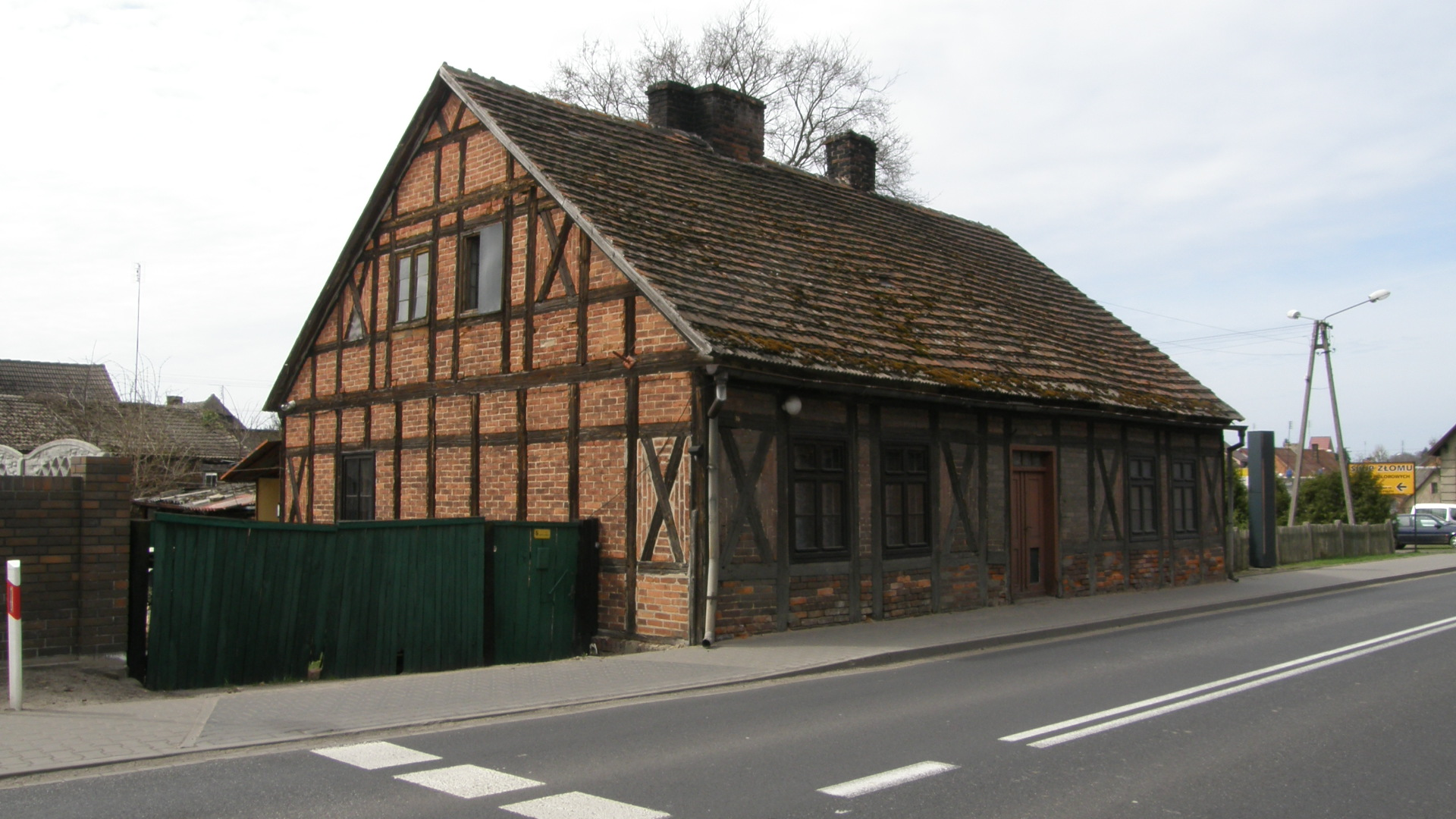
Budynek organistówki w Bukowcu

W okresie Wielkiego Księstwa Poznańskiego (1815–1848) miejscowość wzmiankowana jako Bukowiec należała do wsi większych w ówczesnym powiecie bukowskim, który dzielił się na cztery okręgi (bukowski, grodziski, tomyski oraz lwowkowski). Bukowiec należał do okręgu lutomyślkiego i stanowił siedzibę majątku o tej samej nazwie, którego właścicielem był wówczas Szolc i Łubieński (posiadali oni także rozległy majątek Grodzisk). Jednak w aktach parafialnych jako patron parafii wymieniany jest dalej dziedzic Beyme.W skład majątku Bukowiec wchodziło łącznie 7 wsi oraz Kozia karczma. Według spisu urzędowego z 1837 roku Bukowiec liczył 406 mieszkańców i 63 dymy (domostwa).
W latach 1926–1939 właścicielem majątku był Adam Szczerbiński, po wojnie majątek został rozparcelowany.
W latach 1954–1971 wieś należała i była siedzibą władz gromady Bukowiec, po jej zniesieniu w gromadzie Nowy Tomyśl. 
W latach 1975–1998 miejscowość należała administracyjnie do województwa poznańskiego.

## Zabytki
W centrum wsi stoi drewniany kościół św. Marcina, powstały w latach 1737–1742, fundowany przez starostę śremskiego Karola Opalińskiego z Bnina. Staraniem ks. prob. Stanisława Maciaszka kościół został rozbudowany w latach 1923/1925 według projektu arch. Stefana Cybichowskiego. Przy przebudowie pojawia się również nazwisko poznańskiego rzeźbiarza Franciszka Ignaszewskiego. Kościół posiada 4 barokowe ołtarze. W ołtarzach obrazy świętych: Matki Bożej, św. Apolonii, św. Wawrzyńca, św. Marcina, św. Izydora, św. Jana Nepomucena, św. Walentego i św. Kazimierza królewicza. Barwną dekorację świątyni stanowią ufundowane przez mieszkańców witraże wykonane przez słynny Krakowski Zakład Witrażów S.G. Żeleńskiego. Kościół jest wpisany do rejestru zabytków NID woj. wielkopolskiego pod  nr rej.: 929/A z 24.02.1970. 
Drugim zabytkiem jest budynek zwany organistówką, znajdujący się nieopodal kościoła, przy ul. Kościelnej 16. Zbudowany został w 4 ćw. XIX w., w technice muru pruskiego. Zastrzały w budynku znajdujące się przy narożach i przy drzwiach wypełnione są innym układem cegieł, które położono tak ze względów praktycznych, ale też estetycznych. Organistówka znajduje się w rejestrze zabytków NID woj. wielkopolskiego pod nr rej.: 1067/Wlkp/A z 30.01.2019. 

## Sport i OSP
We wsi istnieje także klub sportowy LKS Korona Bukowiec powstały w 1923. W sezonie 2023/2024 klub występuje w klasie okręgowej, gr. wielkopolskiej III.
Jednostka Ochotniczej Straży Pożarnej powstała w 1933 roku. Jest to jednostka typu S3, ma trzy samochody: Scania P410 z 2017, Star l70 zakupiony w 2006 oraz Ford Transit z 1998. OSP Bukowiec od 1995 roku włączona jest do Krajowego Systemu Ratowniczo-Gaśniczego.